# Canon A-1
Die Canon A-1 ist eine semiprofessionelle KB-Spiegelreflexkamera und war das Topmodell der A-Serie. Die A-1 wurde von 1978 bis 1985 gebaut und verwendet Canons FD-Bajonett, das abwärtskompatibel zum Vorgänger FL-Bajonett ist. Besondere Bedeutung erlangte die A-1 dadurch, dass sie als erste über eine Vollautomatik – von Canon Programmautomatik genannt – verfügte, bei der Blendenwert und Verschlusszeit automatisch vom Mikroprozessor der Kamera bestimmt werden. Des Weiteren war sie die erste Kamera, bei der Verschlusszeit und Blendenwert mittels 7-Segment-LEDs im Sucherbereich angezeigt werden. Sie kam zwei Jahre nach der Canon AE-1 – der ersten Kamera, die durch einen zentralen Mikroprozessor gesteuert wurde – auf den Markt.

## Merkmale und Ausstattung

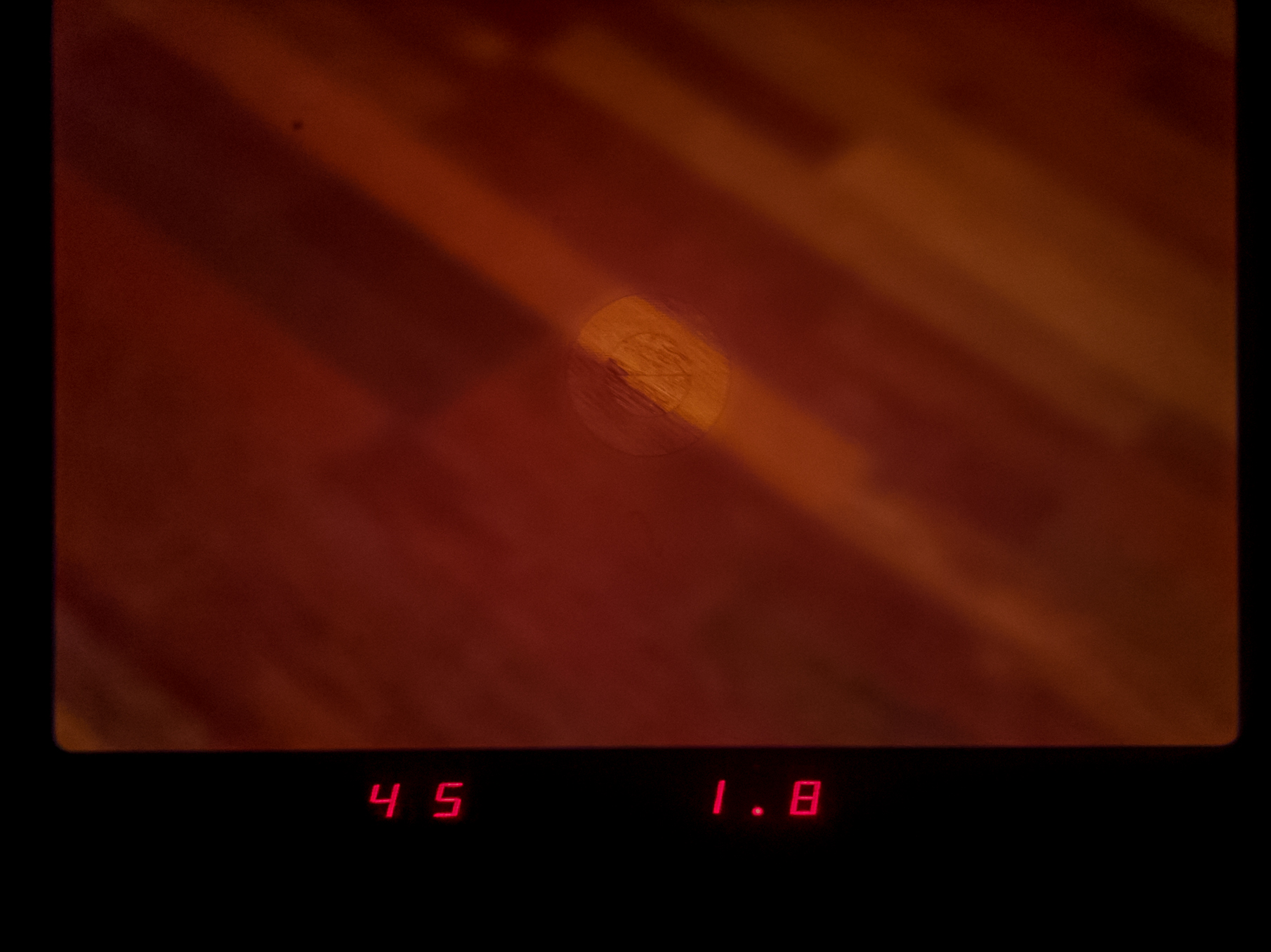
Sucher der Canon A-1 mit LED-Anzeige für Verschlusszeit und Blende

Die Kamera verfügt über einen Tuch-Schlitzverschluss mit vier Achsen. Die Verschlusszeit ist von 30 s bis 1/1000 s und auf B (Bulb, für Langzeitbelichtungen) einstellbar. Sie bietet neben der Programmautomatik (P) eine Blendenautomatik (Tv), eine Zeitautomatik (Av), eine Blitzautomatik und eine Zeitautomatik mit Arbeitsblende sowie eine Einstellung für manuelle Belichtung (M). Bei der Zeitautomatik mit Arbeitsblende wird die Lichtmessung anstatt mit Offenblende mit der eingestellten Blende durchgeführt. Um die Automatiken beeinflussen zu können, steht eine Belichtungskorrektur über zwölf Stufen zur Verfügung. Die Filmempfindlichkeit lässt sich in einem Bereich von 6 bis 12800 ASA (9 bis 42 DIN) einstellen. Des Weiteren bietet die Kamera eine Messwertspeicherung, eine Mehrfachbelichtungseinrichtung und einen elektronisch gesteuerten Selbstauslöser mit wählbaren Verzögerungszeiten von 2 und 10 Sekunden. Der Suchereinblick kann mit einem kleinen Hebel geschlossen werden, um das Eindringen von Streulicht vor allem bei Stativaufnahmen zu verhindern.

## Zubehör

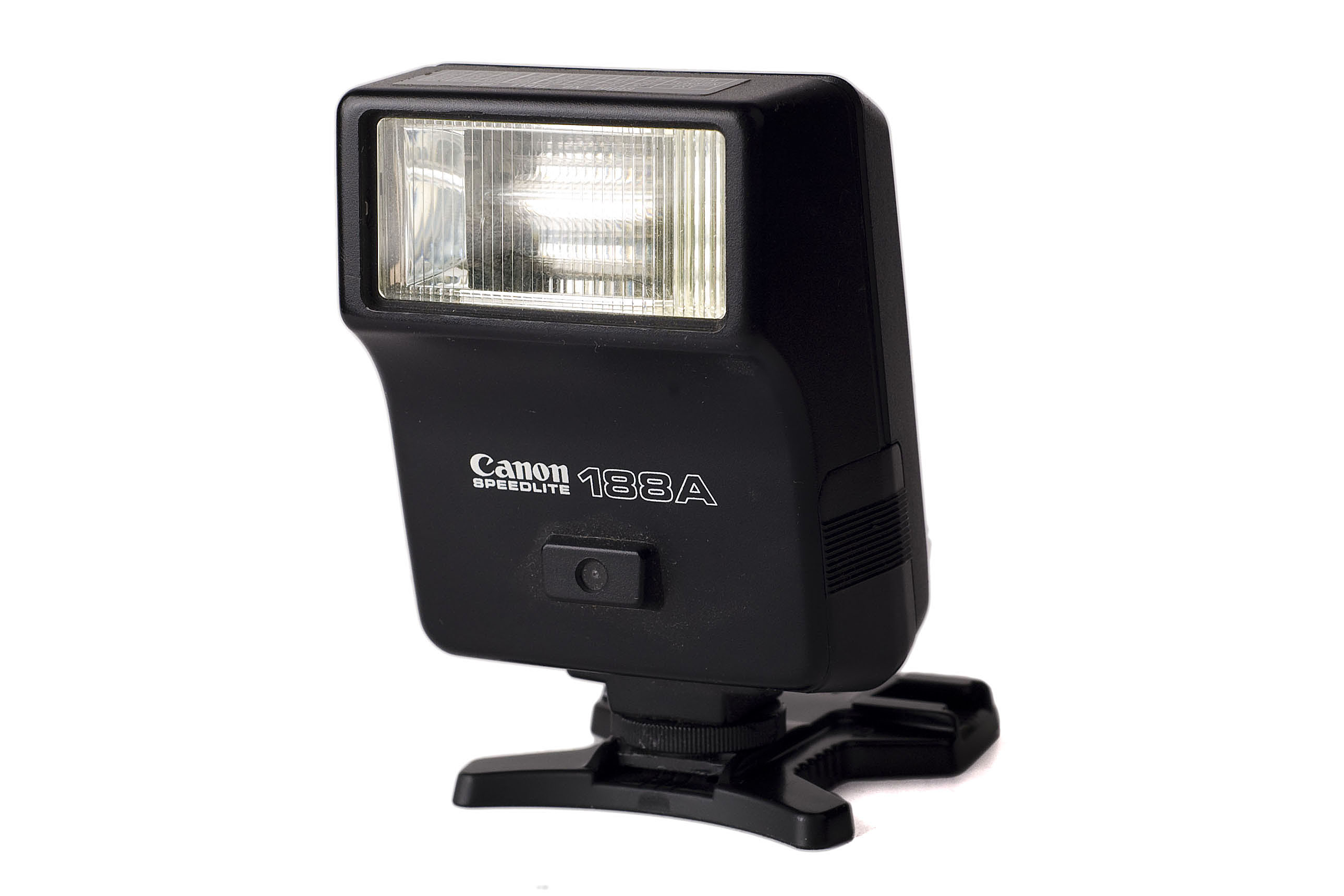
Speedlite 188a Vorderseite
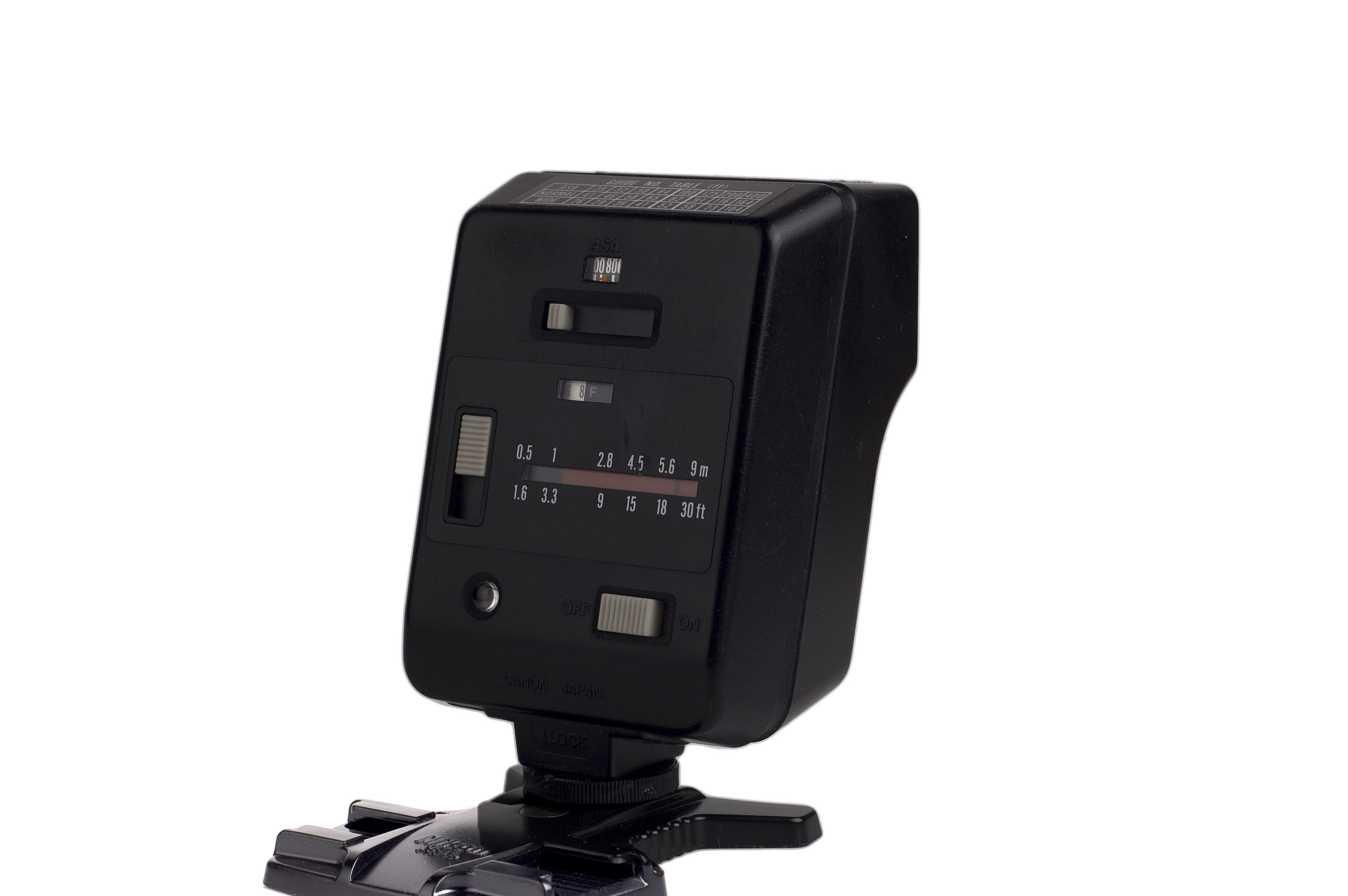
Speedlite 188a Rückseite
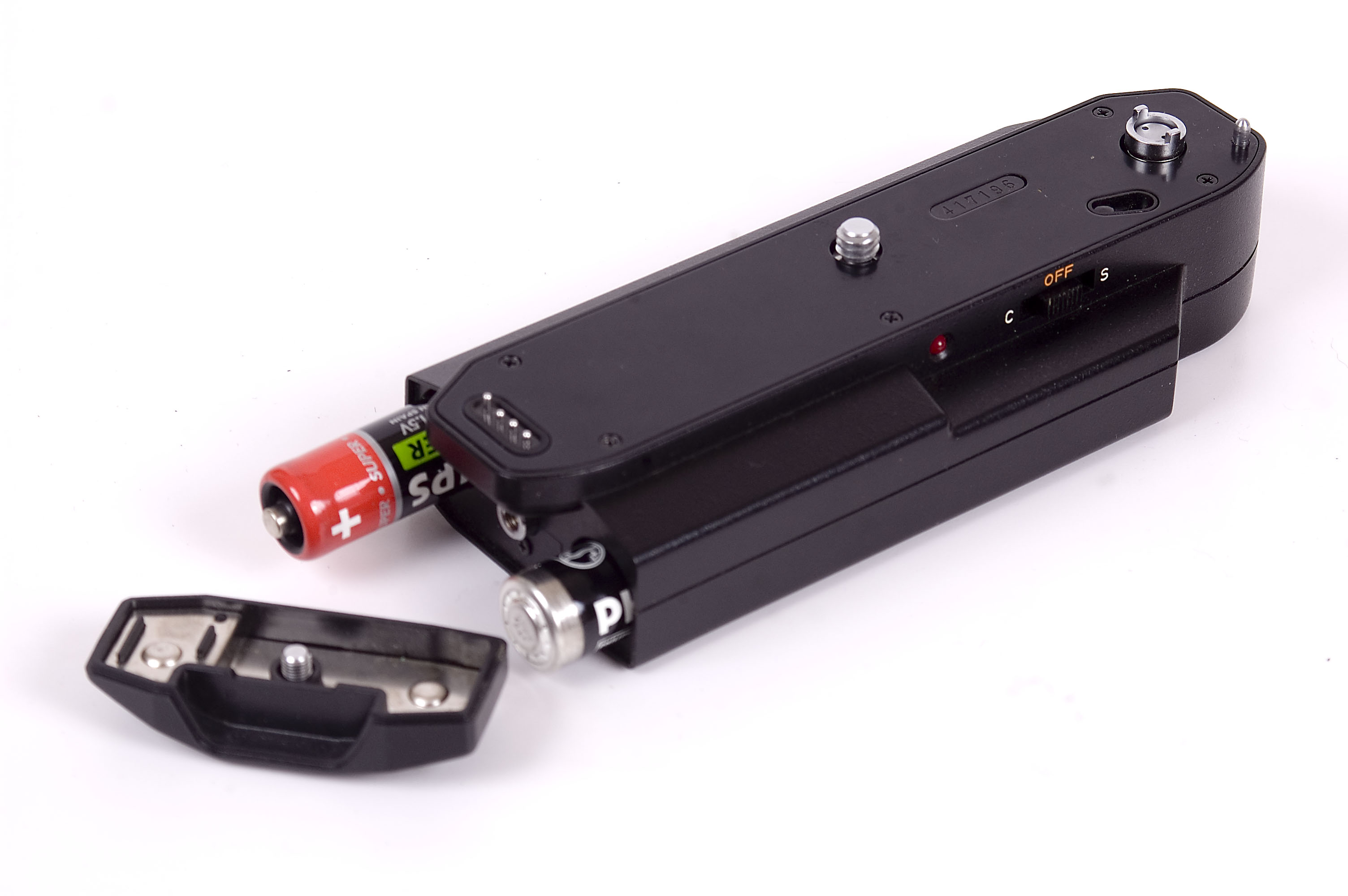
Canon Winder A2
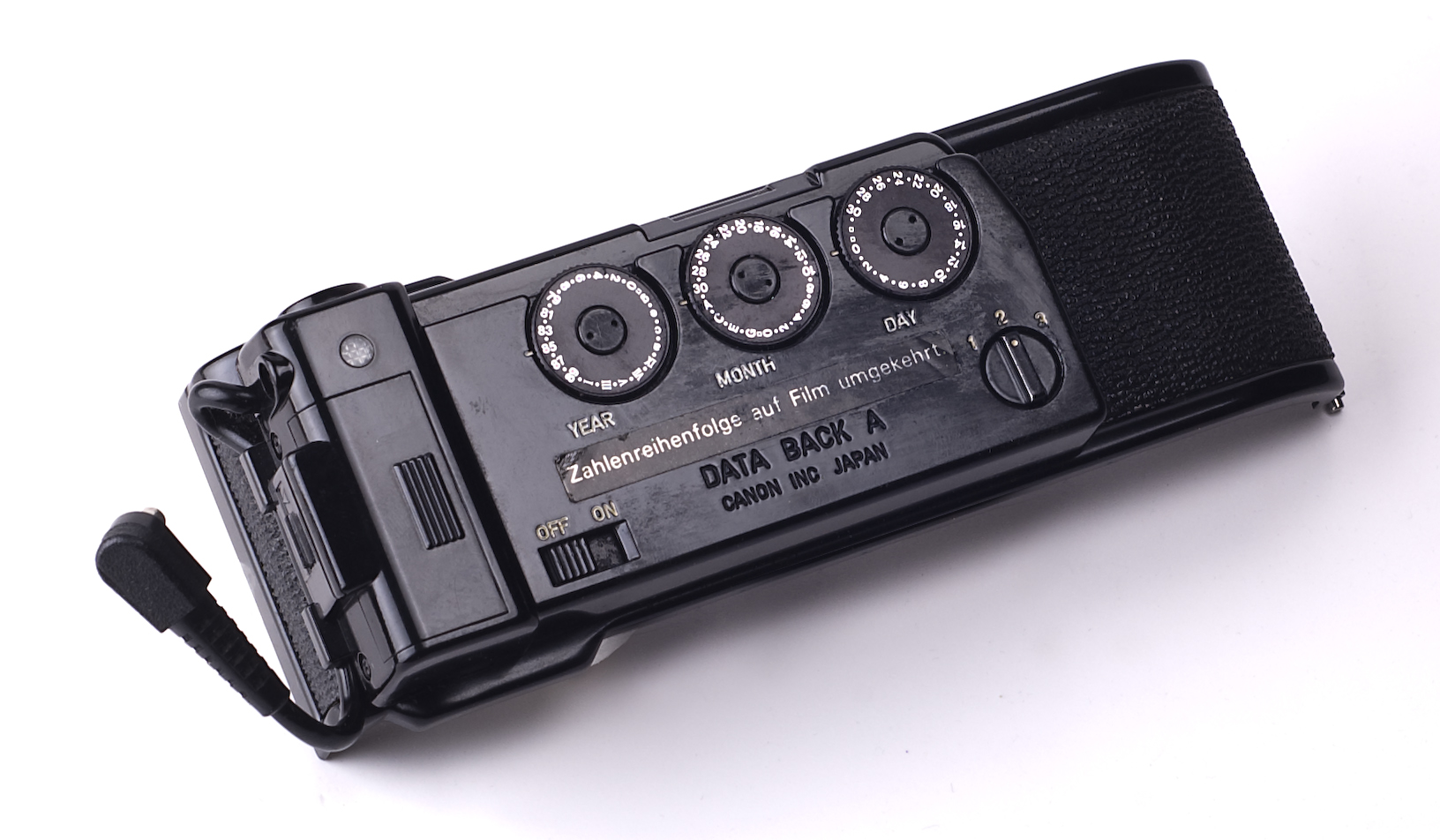
Canon Databack A
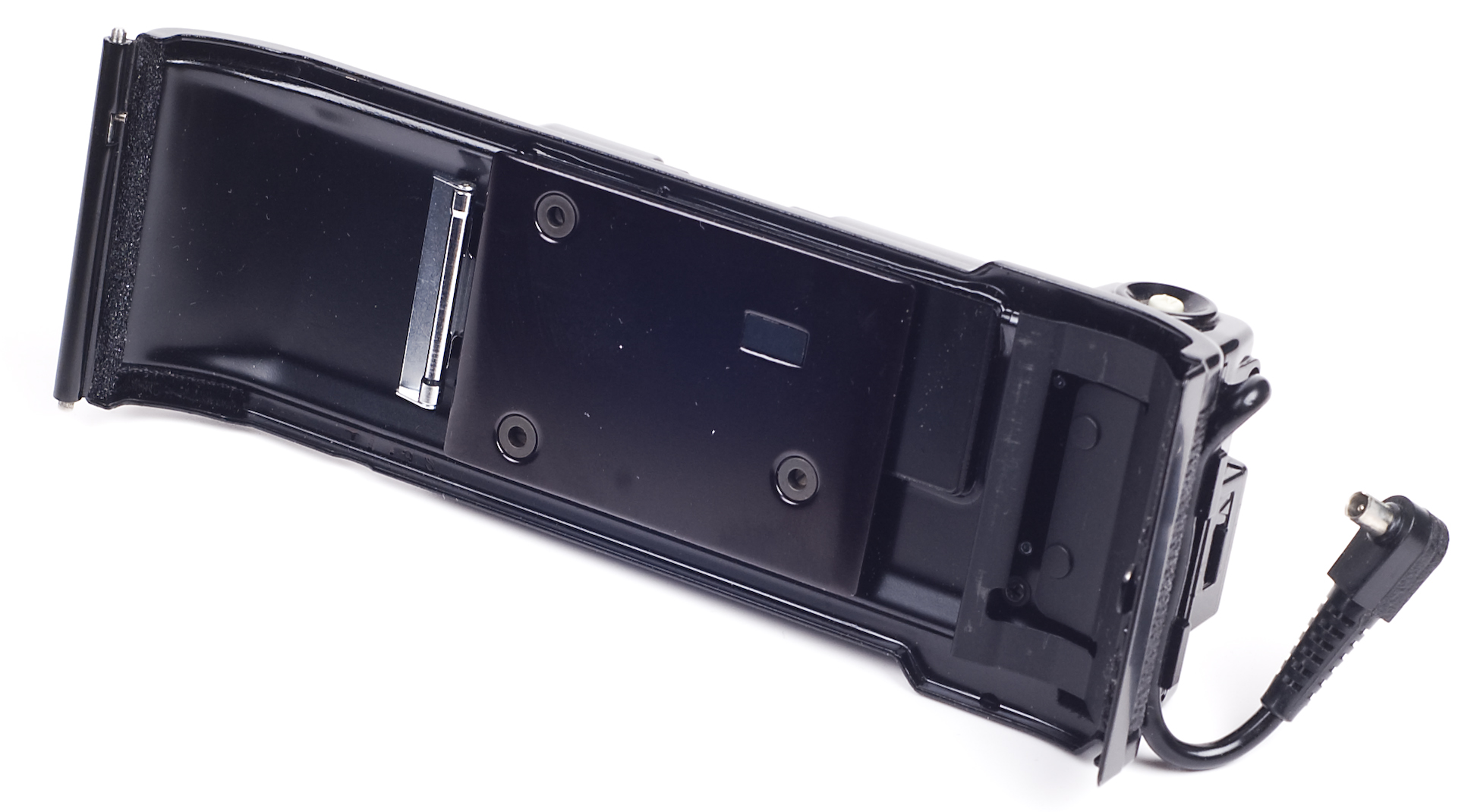
Canon Databack A

### Systemblitzgeräte
Canon bot für die Kameras der A-Serie Systemblitzgeräte an. Diese Produktserie wurde unter dem Namen Speedlite vertrieben. Es waren mehrere Geräte (133A, 155A, 166A, 177A, 188A und 199A) mit unterschiedlicher Leistung verfügbar. Beim Topmodell 199A war der Reflektor im Gegensatz zu den anderen Modellen schwenkbar.

### Motorische Antriebe

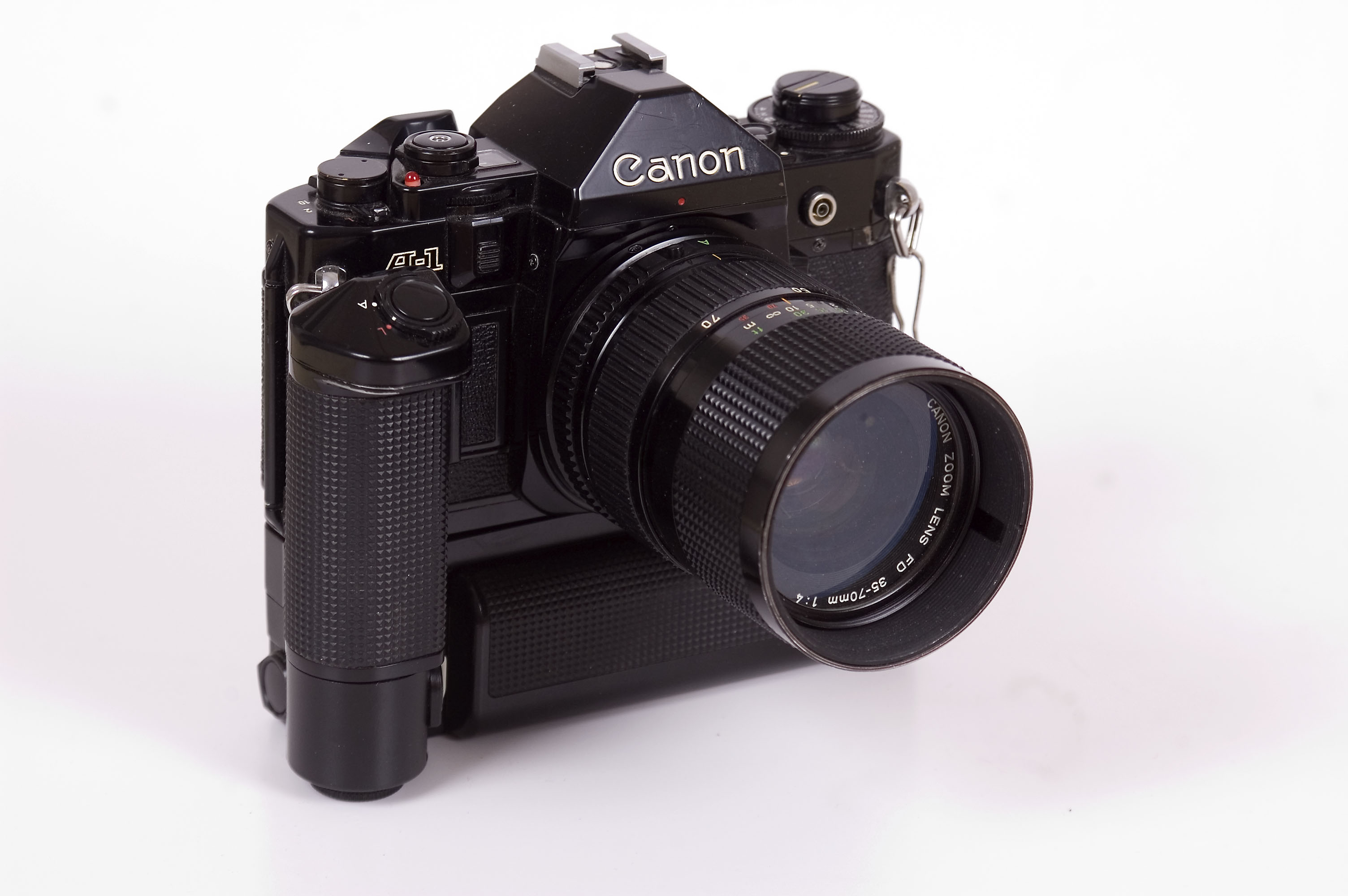
Canon A-1 mit Motorantrieb MA

Für die A-1 waren zwei motorische Schnellaufzüge (Winder A und A2) sowie ein Motorantrieb (MA) für den Filmtransport verfügbar. Die beiden Winder wurden mit vier AA-Batterien betrieben und erreichten eine Geschwindigkeit von zwei Bildern pro Sekunde. Das Motorsystem konnte mit einem Akkupack oder mit einem Batteriepack mit zwölf AA-Batterien betrieben werden und erreichte eine Geschwindigkeit von bis zu fünf Bildern pro Sekunde. Im Gegensatz zu den beiden Windern, verfügte der Motorantrieb über zwei eingebaute Auslöser – einer davon für Hochformataufnahmen. Bei allen drei Antriebssystemen war kein automatischer Filmrücktransport möglich.

### Datierrückteil
Das sogenannte Databack A ermöglichte mittels eines Miniblitzes eine Einbelichtung von Zahlen und Buchstaben in das Negativ. Es konnte gegen das Standardrückteil der A-1 vom Benutzer ausgetauscht werden. Über drei Einstellrädchen konnten die folgenden Zeichen ausgewählt werden:
- Rad eins (rechts): Zahlen von 0 bis 31 oder kein Zeichen
- Rad zwei (Mitte): Zahlen von 0 bis 31, Buchstaben von A bis G oder kein Zeichen
- Rad drei (links): Zahlen von 0 bis 9, von 78 bis 89, römische Ziffern von I bis X, Buchstaben von a bis g oder kein Zeichen.